# 南半岛镇
南半岛镇是冰岛南半岛区的市镇，在2018年6月10日由桑德蓋爾濟和加爾澤两市镇合并而成。2018年11月是随大部分的民意选用“南半岛镇”为新市镇的名字。